# Menophra aestivalis
Menophra aestivalis är en fjärilsart som beskrevs av Franz Dannehl 1927. Menophra aestivalis ingår i släktet Menophra och familjen mätare. Inga underarter finns listade i Catalogue of Life.